# ARL 40 V39
Canon Automoteur de 75mm ARL (Valle 1939), или ARL 40 — французское штурмовое орудие, разработанное в 1930-х годах.

## История создания
Разработка проекта французской штурмовой САУ для поддержки пехоты была начата в середине 1935 года. Две компании, SOMUA и ARL, представили свои образцы, основанные на уже существующих машинах: SAu 40 на базе кавалерийского среднего танка SOMUA S.35 и ARL 40 на базе проектного танка прорыва проекта G1, а именно G1B.
ARL 40 являлся наиболее подходящим вариантом, полностью разработанным в соответствии с условиями проекта. Первый прототип из неброневой стали был завершён в июне 1938 года. Производством прототипа занималась компания ARL, поддержку оказала компания BDR, предоставившая вариант электрической трансмиссии. Испытания ARL 40 проходили с 23 по 25 марта 1939 года параллельно с SAu 40, в итоге которых проект был одобрен для серийного производства с первоначальным заказом в 72 единицы, из которых 24 должны были быть командирскими вариантами без вооружения и с модифицированным радиооборудованием. В сентябре 1939 года заказ был увеличен до 108 единиц, однако из-за скорого вторжения немецких войск во Францию серийное производство начать не удалось. Единственный прототип был немедленно отправлен в Марокко, однако о дальнейшей судьбе ARL 40 ничего не известно.

## Описание конструкции

### Вооружение
На ARL 40 устанавливалась 75-мм пушка APX образца 1929 года, модифицированная в 1938 году путём удлинения ствола до 32 калибров. Огневые испытания показали, что бронебойный снаряд был способен пробить броню толщиной 50 мм на расстоянии в один километр. Одной из особенностей орудия был ствол, который мог втягиваться в корпус для уменьшения общей длины САУ при транспортировке машины. Машина оснащалась оптическим дальномером, расположенным над орудием, что позволяло вести стрельбу на расстояние до двух километров.